# Ryan Reaves
 (avril 2021).
Si vous disposez d'ouvrages ou d'articles de référence ou si vous connaissez des sites web de qualité traitant du thème abordé ici, merci de compléter l'article en donnant les références utiles à sa vérifiabilité et en les liant à la section « Notes et références ».
Ryan Reaves (né le 20 janvier 1987 à Winnipeg, dans la province du Manitoba au Canada) est un joueur professionnel canadien de hockey sur glace qui évolue actuellement pour les Maple Leafs de Toronto à la position d'ailier droit. Il a aussi joué pour les Golden Knights de Vegas, les Blues de Saint-Louis, les Penguins de Pittsburgh, les Rangers de New York et le Wild du Minnesota.

## Biographie

### En club
Ryan débute dans la LHOu avec les Wheat Kings de Brandon. Il termine la saison 2004-2005 avec 16 points, 7 buts, 9 passes et 79 minutes de punitions. En séries éliminatoires, il joue 23 matchs où il marque 2 buts et fait 4 passes pour un total de 6 points, il récolte 43 minutes de punition lors de ces 23 matchs.
Il est choisi tard dans le repêchage, au 5e tour, en 156e place par les Blues de Saint-Louis. Il ne joue pas immédiatement dans la LNH : il joue la saison 2005-2006 dans la LHOu avec les Wheats Kings. Il termine sa saison avec 14 buts et autant de passes pour un total de 28 points. Il accumule aussi 91 minutes de pénalité. Il joue 6 matchs en séries éliminatoires, il inscrit une assistance et passe 8 minutes sur le banc des punitions. 
Lors de sa troisième et dernière saison dans la LHOu, toujours avec les Wheats Kings de Brandon, il joue 69 matchs, marque 15 buts et récolte 20 assistances. Il passe 76 minutes sur le banc des pénalités, son plus bas total de punitions lors des trois saisons qu'il passe dans la LHOu. En séries éliminatoires en quête de la Coupe Ed-Chynoweth, il joue 11 parties où il marque 1 but et 4 aides pour un total de 5 points. Il récolte 19 minutes de punitions.

#### LNH
Il joue avec les Blues de Saint-Louis pendant sept ans à compter de la saison 2010-2011. Par la suite, il passe aux mains des Penguins de Pittsburgh et des Golden Knights de Vegas.
Le 29 juillet 2021, les Golden Knights l'échangent aux Rangers de New York contre un choix de 3e tour en 2022. Le 31 juillet, son contrat est prolongé d'une saison par les Rangers pour une valeur de 1,75 million $. Lors de la saison 2021-2022, il récolte 13 points en 69 matchs.
Après avoir joué 12 matchs avec les Rangers en ouverture de saison 2022-2023 et d'être blanchi de la feuille de pointage, il est échangé le 23 novembre aux Wild du Minnesota en retour d'un choix de 5e ronde au repêchage de 2025. Dans l'uniforme du Wild, il termine la saison avec 5 buts et 10 assistances en 61 matchs.
En tant qu'agent libre, il signe le 1er juillet 2023 un pacte de trois ans avec les Maple Leafs de Toronto, d'une valeur de 4,05 millions $.
Lors d'un match contre les Oilers d'Edmonton le 16 novembre 2024, Reaves donne une mise en échec illégale à la tête du défenseur Darnell Nurse. Il est chassé du match et reçoit cinq matchs de suspension sans salaire. C'est sa quatrième suspension depuis qu'il joue dans la LNH, sa première depuis 2021.

## Statistiques
| Saison     | Équipe                  | Ligue      |     | Saison régulière | Saison régulière | Saison régulière | Saison régulière | Saison régulière |   | Séries éliminatoires | Séries éliminatoires | Séries éliminatoires | Séries éliminatoires | Séries éliminatoires |
| Saison     | Équipe                  | Ligue      | PJ  | B                | A                | Pts              | Pun              | PJ               | B | A                    | Pts                  | Pun                  |                      |                      |
| 2004-2005  | Wheat Kings de Brandon  | LHOu       | 64  | 7                | 9                | 16               | 79               | 23               | 2 | 4                    | 6                    | 43                   |                      |                      |
| 2005-2006  | Wheat Kings de Brandon  | LHOu       | 68  | 14               | 14               | 28               | 91               | 6                | 0 | 1                    | 1                    | 8                    |                      |                      |
| 2006-2007  | Wheat Kings de Brandon  | LHOu       | 69  | 15               | 20               | 35               | 76               | 11               | 1 | 4                    | 5                    | 19                   |                      |                      |
| 2007-2008  | Aces de l'Alaska        | ECHL       | 9   | 2                | 0                | 2                | 42               | 2                | 0 | 0                    | 0                    | 22                   |                      |                      |
| 2007-2008  | Rivermen de Peoria      | LAH        | 31  | 4                | 3                | 7                | 46               | -                | - | -                    | -                    | -                    |                      |                      |
| 2008-2009  | Rivermen de Peoria      | LAH        | 57  | 8                | 9                | 17               | 130              | 4                | 0 | 0                    | 0                    | 2                    |                      |                      |
| 2009-2010  | Rivermen de Peoria      | LAH        | 76  | 4                | 7                | 11               | 167              | -                | - | -                    | -                    | -                    |                      |                      |
| 2010-2011  | Rivermen de Peoria      | LAH        | 50  | 4                | 6                | 10               | 146              | -                | - | -                    | -                    | -                    |                      |                      |
| 2010-2011  | Blues de Saint-Louis    | LNH        | 28  | 2                | 2                | 4                | 78               | -                | - | -                    | -                    | -                    |                      |                      |
| 2011-2012  | Blues de Saint-Louis    | LNH        | 60  | 3                | 1                | 4                | 124              | 2                | 0 | 0                    | 0                    | 0                    |                      |                      |
| 2012-2013  | Solar Bears d'Orlando   | ECHL       | 13  | 6                | 3                | 9                | 34               | -                | - | -                    | -                    | -                    |                      |                      |
| 2012-2013  | Blues de Saint-Louis    | LNH        | 43  | 4                | 2                | 6                | 79               | 6                | 0 | 0                    | 0                    | 2                    |                      |                      |
| 2013-2014  | Blues de Saint-Louis    | LNH        | 63  | 2                | 6                | 8                | 126              | 6                | 0 | 0                    | 0                    | 6                    |                      |                      |
| 2014-2015  | Blues de Saint-Louis    | LNH        | 81  | 6                | 6                | 12               | 116              | 6                | 1 | 0                    | 1                    | 0                    |                      |                      |
| 2015-2016  | Blues de Saint-Louis    | LNH        | 64  | 3                | 1                | 4                | 68               | 5                | 0 | 0                    | 0                    | 7                    |                      |                      |
| 2016-2017  | Blues de Saint-Louis    | LNH        | 80  | 7                | 6                | 13               | 104              | 11               | 0 | 0                    | 0                    | 8                    |                      |                      |
| 2017-2018  | Penguins de Pittsburgh  | LNH        | 58  | 4                | 4                | 8                | 84               | -                | - | -                    | -                    | -                    |                      |                      |
| 2017-2018  | Golden Knights de Vegas | LNH        | 21  | 0                | 2                | 2                | 10               | 10               | 2 | 0                    | 2                    | 18                   |                      |                      |
| 2018-2019  | Golden Knights de Vegas | LNH        | 80  | 9                | 11               | 20               | 74               | 7                | 0 | 0                    | 0                    | 17                   |                      |                      |
| 2019-2020  | Golden Knights de Vegas | LNH        | 71  | 8                | 7                | 15               | 47               | 19               | 0 | 4                    | 4                    | 14                   |                      |                      |
| 2020-2021  | Golden Knights de Vegas | LNH        | 37  | 1                | 4                | 5                | 27               | 12               | 0 | 1                    | 1                    | 16                   |                      |                      |
| 2021-2022  | Rangers de New York     | LNH        | 69  | 5                | 8                | 13               | 43               | 18               | 0 | 0                    | 0                    | 12                   |                      |                      |
| 2022-2023  | Rangers de New York     | LNH        | 12  | 0                | 0                | 0                | 12               | -                | - | -                    | -                    | -                    |                      |                      |
| 2022-2023  | Wild du Minnesota       | LNH        | 61  | 5                | 10               | 15               | 31               | 6                | 0 | 0                    | 0                    | 14                   |                      |                      |
| 2023-2024  | Maple Leafs de Toronto  | LNH        | 49  | 4                | 2                | 6                | 49               | 5                | 0 | 1                    | 1                    | 2                    |                      |                      |
| Totaux LNH | Totaux LNH              | Totaux LNH | 877 | 63               | 72               | 135              | 1 072            | 113              | 3 | 6                    | 9                    | 116                  |                      |                      |